# Черковна (Силистренская область)
Черковна (болг. Черковна) — село в Болгарии. Находится в Силистренской области, входит в общину Дулово. Население составляет 613 человек.

## Политическая ситуация
В местном кметстве Черковна, в состав которого входит Черковна, должность кмета (старосты) исполняет Гюрсел Реджеб Феим (Движение за права и свободы (ДПС)) по результатам выборов правления кметства.
Кмет (мэр) общины Дулово — Митхат Мехмед Табаков (Движение за права и свободы (ДПС)) по результатам выборов в правление общины.